# Liste der Monuments historiques in Matougues
Die Liste der Monuments historiques in Matougues führt die Monuments historiques in der französischen Gemeinde Matougues auf.

## Liste der Immobilien
| Bezeichnung       | Beschreibung           | Standort          | Kennzeichnung | Schutzstatus | Datum | Bild           |
| ----------------- | ---------------------- | ----------------- | ------------- | ------------ | ----- | -------------- |
| Kirche St-Georges | ab dem 11. Jahrhundert | Grande-Rue (Lage) | PA00078742    | Classé       | 1986  | weitere Bilder |

## Liste der Objekte
| Bezeichnung                            | Beschreibung                          | Standort                        | Kennzeichnung | Schutzstatus | Datum | Bild |
| -------------------------------------- | ------------------------------------- | ------------------------------- | ------------- | ------------ | ----- | ---- |
| Gemälde Heiliger Eligius               | Ölfarbe auf Leinwand, 18. Jahrhundert | in der Kirche St-Georges (Lage) | PM51002678    | Inscrit      | 1977  |      |
| Taufbecken                             | Stein, Ende des 18. Jahrhunderts      | in der Kirche St-Georges (Lage) | PM51002674    | Inscrit      | 1977  |      |
| Skulptur Madonna mit Kind              | Stein, 17. Jahrhundert                | in der Kirche St-Georges (Lage) | PM51002675    | Inscrit      | 1977  |      |
| Gemälde Vor Geistlichen kniender König | Ölfarbe auf Leinwand, 17. Jahrhundert | in der Kirche St-Georges (Lage) | PM51002677    | Inscrit      | 1977  |      |
| Skulptur eines Heiligen                | Holz, 19. Jahrhundert                 | in der Kirche St-Georges (Lage) | PM51002676    | Inscrit      | 1977  |      |